# لايوش سزوكس
لايوش سزوكس (بالمجرية: Szűcs Lajos)‏ (بالمجرية: Lajos Szűcs)، من مواليد 10 ديسمبر 1943 ، لاعب كرة قدم هنغاري سابق.
لعب مع منتخب هنغاريا لكرة القدم.

## روابط خارجية
- لايوش سزوكس على موقع IMDb (الإنجليزية)
- لايوش سزوكس على موقع قاعدة بيانات الفيلم (الإنجليزية)
- لايوش سزوكس على موقع الاتحاد الدولي (مؤرشف)  (الإنجليزية)
- لايوش سزوكس على موقع الاتحاد الأوربي (الإنجليزية)
- لايوش سزوكس على موقع قاعدة بيانات كرة القدم.إي يو (الإنجليزية)
- لايوش سزوكس على موقع ناشيونال فوتبول تيمز (الإنجليزية)
- لايوش سزوكس على موقع Soccerway.com (الإنجليزية)
- لايوش سزوكس على موقع أوليمبيديا (الإنجليزية)